# Leo Lemešić

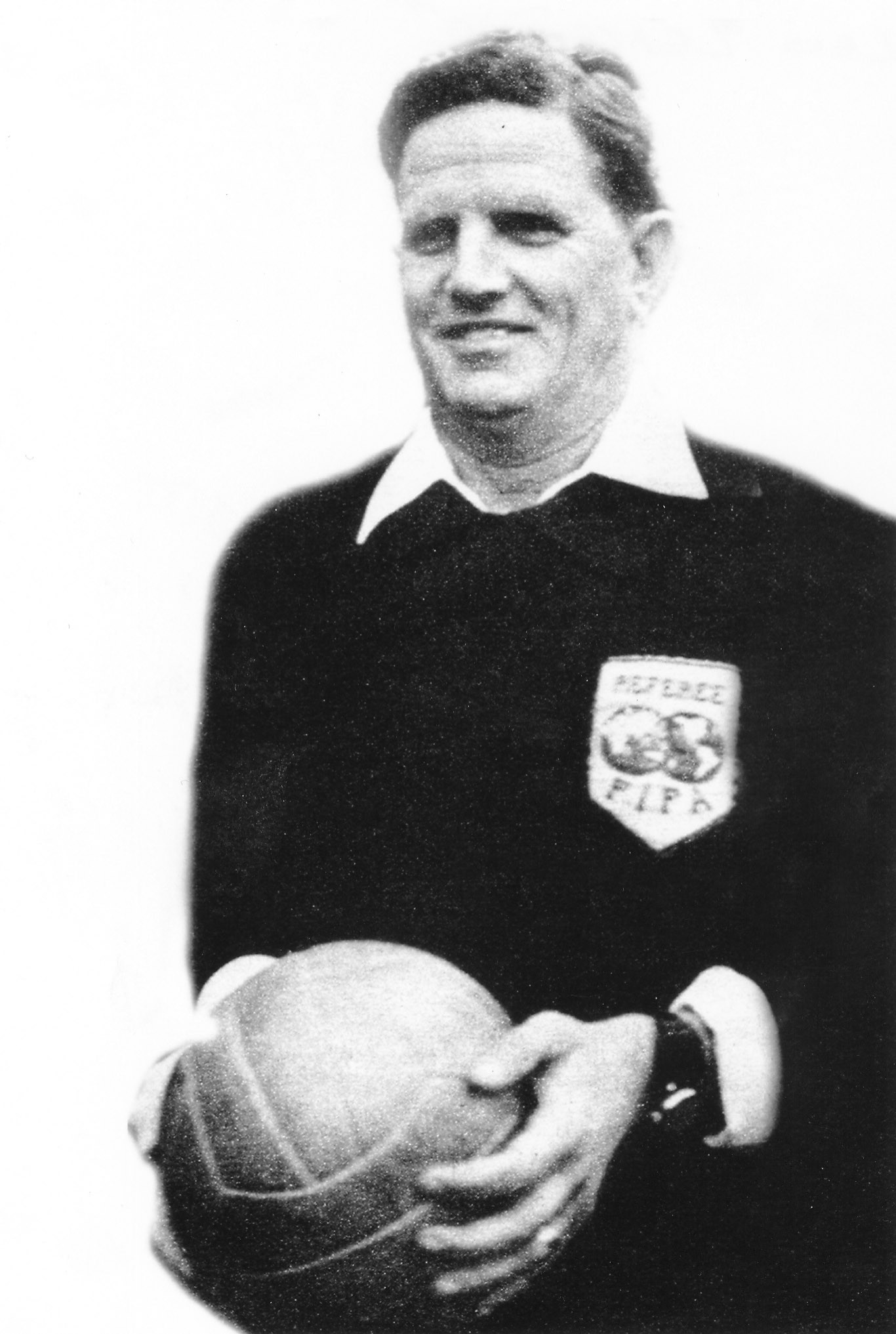
Lemešić als FIFA-Schiedsrichter

Leo Lemešić (* 8. Juni 1908 in Sinj; † 15. August 1978 in Split) war ein jugoslawischer Fußballtrainer und -spieler auf der Position eines Stürmers, der später auch als Schiedsrichter tätig war.

## Laufbahn
Lemešić spielte während seiner gesamten Laufbahn für seinen Heimatverein Hajduk Split, mit dem er in den Jahren 1927 und 1929 die ersten beiden Meistertitel der Vereinsgeschichte gewann. Mit insgesamt 455 Toren, die er für seinen Verein erzielte, ist er der zweiterfolgreichste Torschütze der Vereinsgeschichte hinter dem Toptorjäger Frane Matošić, der für Hajduk insgesamt 729 Treffer erzielte. Zudem bestritt Lemešić zwischen 1929 und 1932 fünf Länderspiele für Jugoslawien, in denen er drei Tore erzielte. 
Nach seiner aktiven Spielerkarriere war er in den Jahren 1944 und 1945 sowie in der Saison 1961/62 auch als Trainer von Hajduk tätig. Außerdem wirkte er über viele Jahre hinweg als Schiedsrichter, der unter anderem bei den Fußball-Weltmeisterschaften 1950 (als Linienrichter) und 1958 (als Hauptschiedsrichter) zum Einsatz kam.

## Erfolge (als Spieler)
- Jugoslawischer Meister: 1927, 1929